# Ctenophthalmus luberensis
Ctenophthalmus luberensis är en loppart som beskrevs av Berteaux 1949. Ctenophthalmus luberensis ingår i släktet Ctenophthalmus och familjen mullvadsloppor. Inga underarter finns listade i Catalogue of Life.